# 청주남중학교
청주남중학교(淸州南中學校)는 대한민국 충청북도 청주시 서원구 수곡동에 있는 중학교이다.

## 학교 연혁
- 1946년 9월 1일 : 청원초급중학교 인가(4년제, 6학급)
- 1946년 11월 11일 : 개교(청주공고 교사 사용)
- 1963년 8월 31일 : 현 위치로 학교 이전
- 1970년 7월 25일 : 청주남중학교로 교명 변경
- 1994년 12월 31일 : 본관 교사 이전 개축
- 2002년 6월 27일 : 강당 신축
- 2010년 9월 24일 : 다목적 잔디구장 설치
- 2024년 2월 8일 : 제77회 졸업식(졸업생 누계 28,488명)
- 2024년 3월 1일 : 제36대 육지송 교장 부임
- 2024년 3월 4일 : 2024학년도 입학식(54명)

## 참고 자료
- 청주남중학교 - 한국교육학술정보원 학교알리미